# طرخشقون مغربي
طرخشقون مغربي (باللاتينية: Taraxacum maroccanum) هو نوع نباتي يتبع جنس الطرخشقون من القبيلة الشيكورية.